# Яков Башич
Яков Башич (хорв. Jakov Bašić; нар. 25 листопада 1996, Загреб, Хорватія) — хорватський футболіст, півзахисник луганської «Зорі».

## Життєпис
У 2015 році переїхав до США, де отримав академічну та спортивну стипендію, завдяки якій присвятив себе футболу. Виступав за молодіжні команди «Редінг Юнайтед» та «Бостон Болтс». У січні 2019 року повернувся на батьківщину, де став гравцем «Хайдука II» (Спліт). 3 березня дебютував у складі резервної команди «білих», замінив Тоніо Теклмча в програному матчі Другої ліги Хорватії проти «Дугопольє». У липні того ж року перебрався до «Дугополья». Після двох сезонів у «Дугопольї» перейшов у «Хрватскі Драговоляц», у футболці якого дебютував у Першій лізі, 23 липня 2021 року в програному (0:4) домашньому поєдинку проти «Динамо» (Загреб). У Црні перебував нетривалий період часу й через декілька місяців він перебрався в «Рудеш», де провів 24 матчі та відзначився 4-ма голами в Кубку та чемпіонаті. 1 червня 2022 року підписав 2-річний контракт зі «Славен Белупо», а потім, а в червні наступного року домовився про розірвання контракту з Фармацевтами за згодою сторін. У липні наступного року повернувся до «Рудеша», який напередодні підвищився в класі.
На початку лютого 2024 року прибув на перегляд до «Зорі», під час якого зіграв у двох товариських матчах клубу на зимових тренувальних зборах. Керівництво луганського клубу залишилося задоволене хорватом. 7 лютого 2024 року вільним агентом перейшов до «Зорі».

## Особисте життя
Народився в Загребі. Брат-близнюк, Тома Башич, гравець «Лаціо», який виступає в оренді за «Салернітану».